# Ratusz w Oleśnicy
Ratusz w Oleśnicy – zabytkowa budowla na oleśnickim rynku będąca historyczną i obecną siedzibą władz miejskich.
Pierwszy murowany, gotycki ratusz w mieście wybudowano w pierwszej połowie XV wieku po ukonstytuowaniu się w mieście rady miejskiej i wykupie urzędu wójtowskiego od księcia. Wielokrotnie ulegał zniszczeniom, spaleniom i przebudowom. W roku 1826 uzyskał swój obecny klasycystyczny wygląd. Wówczas ratusz zatracił dwubudynkowy charakter. Po zniszczeniach powstałych w wyniku II wojny światowej został odbudowany w latach 1958–1964.
Od 2009 roku codziennie z wieży ratusza odtwarzany jest hejnał autorstwa Edmunda Kwaśniewskiego.

## Historia
Murowany ratusz w Oleśnicy powstał w pierwszej połowie XV wieku. Wcześniej nie było żadnego budynku władz miejskich na oleśnickim rynku. Znajdowały się na nim kramy i murowane sukiennice, z których działalności książę czerpał zyski. Do tego czasu w mieście nie istniała rada miejska. Z 1393 roku pochodzą pierwsze informacje na temat domu wójta, ale znajdował się on na uboczu rynku. W 1403 roku Konrad III Stary wydał przywilej umacniający pozycję mieszczan w całym księstwie; być może przyczyniło się do powstania rady miejskiej, gdyż w 1407 roku wykupiła on od księcia urząd dziedzicznego wójtostwa, usamodzielniając się tym samym we władaniu miastem. Według historiografa Johannesa Sinapiusa murowany ratusz wzniesiono w 1410 roku . Miał być to gotycki, jednonawowy, dwupiętrowy budynek na planie prostokąta, ulokowany na miejscu dawnego domu kupieckiego . Do ratusza przylegała kwadratowa wieża z dzwonnicą, ale nie wiadomo, czy powstała w tym samym czasie , czy wzniesiono ją jeszcze przed 1500 rokiem. W 1535 roku ratusz ulega częściowemu uszkodzeniu przez burzę. W następnym roku zakończono jego odbudowę, podnosząc jednocześnie wieżę o nadbudowę o oktagonalnym kształcie zwieńczoną gankiem dla trębacza. Hełm wieży pokryty był blachą  . W 1539 roku oleśnicki ratusz wizytowany był przez radnego z Poznania, który szukał wzoru do odbudowy poznańskiego ratusza .
Na przełomie wieków XVI i XVII w północnym skrzydle budynku mieściły się siedziba burmistrza, kancelaria, archiwum i sale kupieckie, a także odbywały się zebrania rady miejskiej, sądy i zebrania mieszczan. W pozostałych częściach ratusza mieściły się pomieszczenia straży i więzienia.
Przed 1650 rokiem rada miejska wykupuje pomieszczenia w sąsiadującym budynku w celu powiększenia ratusza. Część ta była później nazwana skrzydłem południowym . Na grafikach z drugiej połowy XVII wieku budynek ratusza ma już renesansowy charakter. W 1664 roku w związku ze złym stanem budynku ratusza książę Sylwiusz Nimrod Wirtemberski nakazał jego renowację i przebudowę .

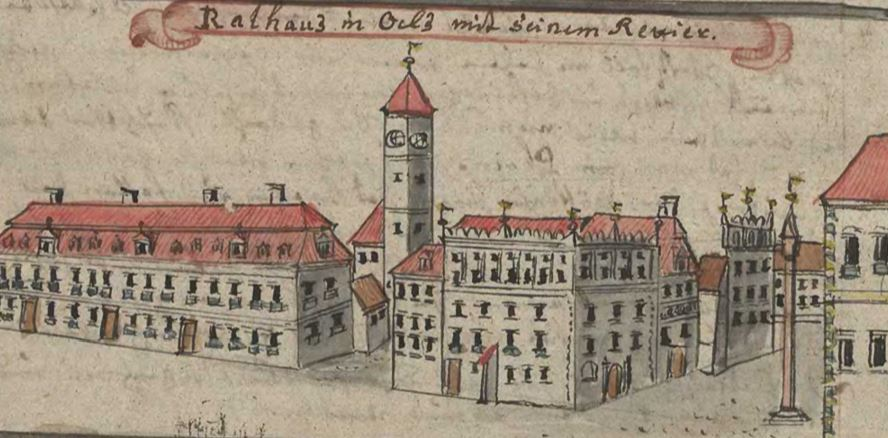
Ratusz wg F. B. Wernera (XVIII wiek). Widok od strony północno-zachodniej.

W 1730 roku w Oleśnicy wybuchł pożar, który doprowadził do zniszczenia dużej części miasta, w tym także miejskiego ratusza, który odbudowano w tym samym roku. W 1766 roku w wyniku burzy doszło do zapalenia się wieży.
W marcu 1823 roku doszło do kolejnego pożaru w mieście, w którym spłonął ratusz wraz z wieżą. Wieżę odbudowano w 1825 roku, co miała upamiętnić data na chorągiewce . Prace nad samym budynkiem zakończono w roku 1826. Nadały one budowli klasycystyczną formę. Jednocześnie ratusz zatracił swoją dwubudynkową formę. Połączono ratusz z ówczesnym skrzydłem południowym i przyległym budynkiem mieszkalnym. W ten sposób budynek zyskał trzy wejścia od frontu: dwa do samego ratusza i sądu, a trzecie do przylegających budynków i posterunku policji oraz aresztu. Elewacja frontu zyskała jednolitą formę z dwoma naczółkami . W 1850 roku w budynku umieszczono także areszt wojskowy.
W 1873 roku przed budynkiem ratusza odsłonięto Kolumnę Zwycięstwa w celu upamiętnienia zwycięstwa w wojnie francusko-pruskiej.
W 1892 roku doszło do kolejnej przebudowy ratusza. Jego główna część została połączona ze skrzydłem południowym. W ścianach klatki schodowej wmurowano kamienne płyty herbowe z XVI i XVII wieku, pochodzące ze starego ratusza i z innych zabytków miasta, m.in. Bramy Wrocławskiej . Na dachu budynku umieszczono dwa pionowe maszty flagowe .
Prawdopodobnie w 1911 roku przeprowadzono elektryfikację ratusza . W 1930 roku, w celu likwidacji witryn sklepowych na parterze w elewacji frontu, na parterze budynku południowego zwiększono liczbę pomieszczeń na cele handlowe . W 1934 roku hełm wieży został ponownie pokryty blachą.  
W roku 1945 ratusz został w dużej części zniszczony. Po wojnie odgruzowano go i podjęto decyzję o rozebraniu elementów, które groziły zawaleniem. W 1958 roku Jerzy Dąbrowski sporządził plan odbudowy ratusza. W tym samym roku rozpoczęto prace remontowe i budowlane, które zakończono w 1964 roku. Budynek został odbudowany, z zachowaniem ocalałej wieży i fragmentów średniowiecznych murów. Przy rekonstrukcji odtworzono klasycystyczne elewacje i inne detale architektoniczne. Od południa bryłę zamknięto nowo wybudowanym skrzydłem, w którym otwarto hotel „Śląsk” z elewacją nawiązującą do zrekonstruowanej klasycystycznej elewacji ratusza .

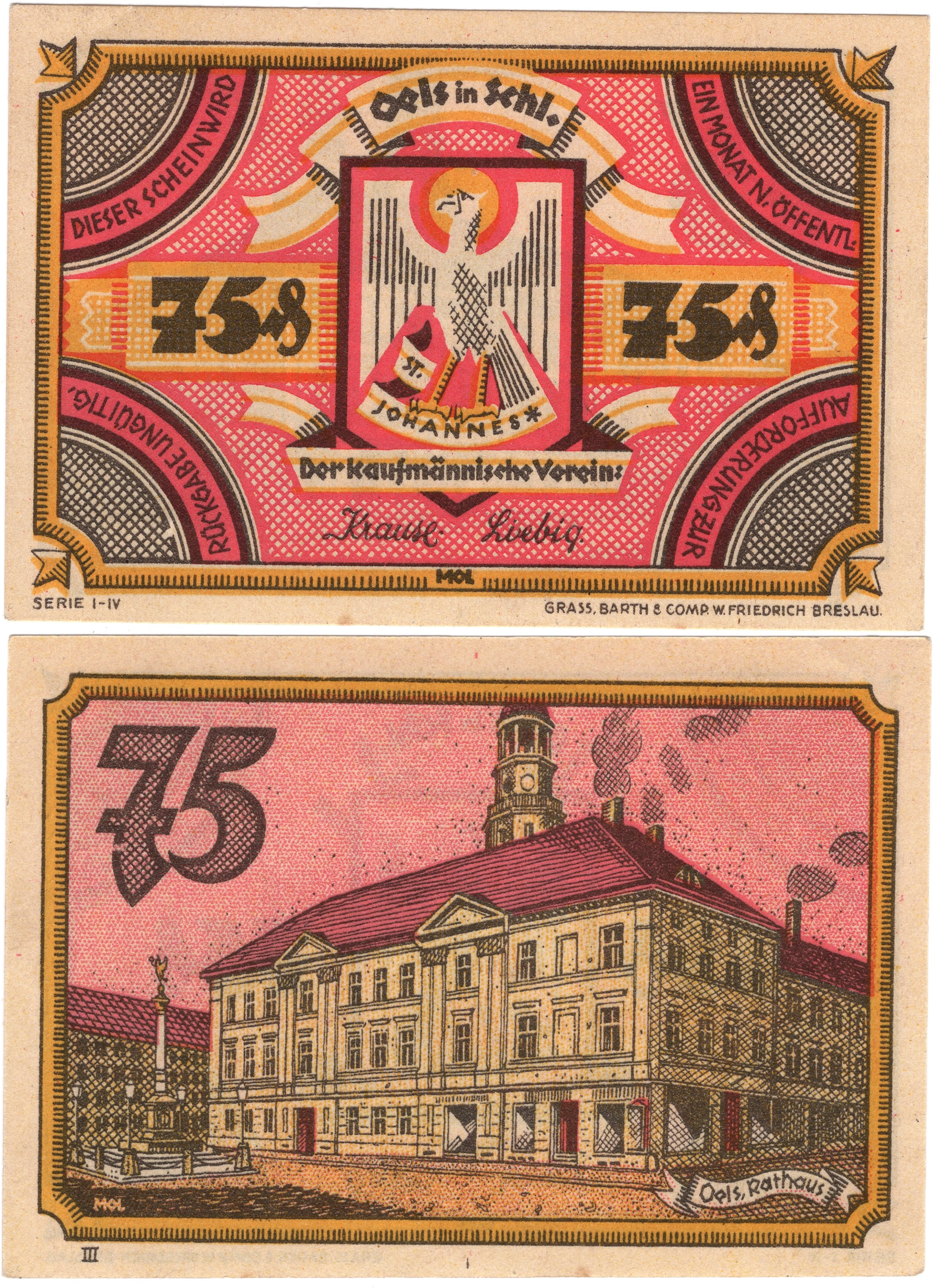
Oleśnicki notgeld z 1922. Na parterze widoczne witryny sklepowe.

W 1989 roku zamknięto hotel i jego miejsce zajął urząd miejski. W 2008 roku na dachu budynku ratusza zamontowano maszt na flagę oraz syreny alarmowe. W 2009 roku zapadła decyzja o codziennym odtwarzaniu z wieży hejnału miejskiego autorstwa Edmunda Kwaśniewskiego o godzinie 12:00 .

## Architektura
Ratusz jest umiejscowiony w centrum Oleśnicy, w bloku zabudowy śródrynkowej zajmując jego północno-zachodnią część . Jest budynkiem trójkondygnacyjnym, w którego skład wchodzą trzy skrzydła z wewnętrznym dziedzińcem. Dziedziniec jest zamknięty od południa czterokondygnacyjnym budynkiem . Nad ratuszem góruje najstarsza jego część – wieża. Na dole czworoboczna, a od piątej kondygnacji ośmioboczna, z tarczami zegarowymi i galeryjką widokową w najwyższej części . Szczyt wieży wieńczy hełm z latarnią. Skrzydła północne, zachodnie i wieża są podpiwniczone. Piwnice znajdują się również pod wewnętrznym dziedzińcem . Wszystkie skrzydła budynku nakryte są dachami dwuspadowymi.
W skrzydle północnym zachowała się klatka schodowa ze spocznikiem z XIX wieku. Doświetlona jest okulusami i oknami typu porte fenetre. Pozostałe klatki schodowe w budynku zostały ocenione jako bezstylowe i powstały w latach 1960–1965 .
Elewacje skrzydeł zdobione są profilowanymi gzymsami. Wyróżnia się elewacja frontowa ze względu na wejście ulokowane w pseudoryzalicie, nad którym znajduje się fronton z pilastrami porządku wielkiego. Fronton zwieńczony jest trójkątnym szczytem. Każde piętro budynku zaznaczone jest pseudoboniowaniem .

## Galeria

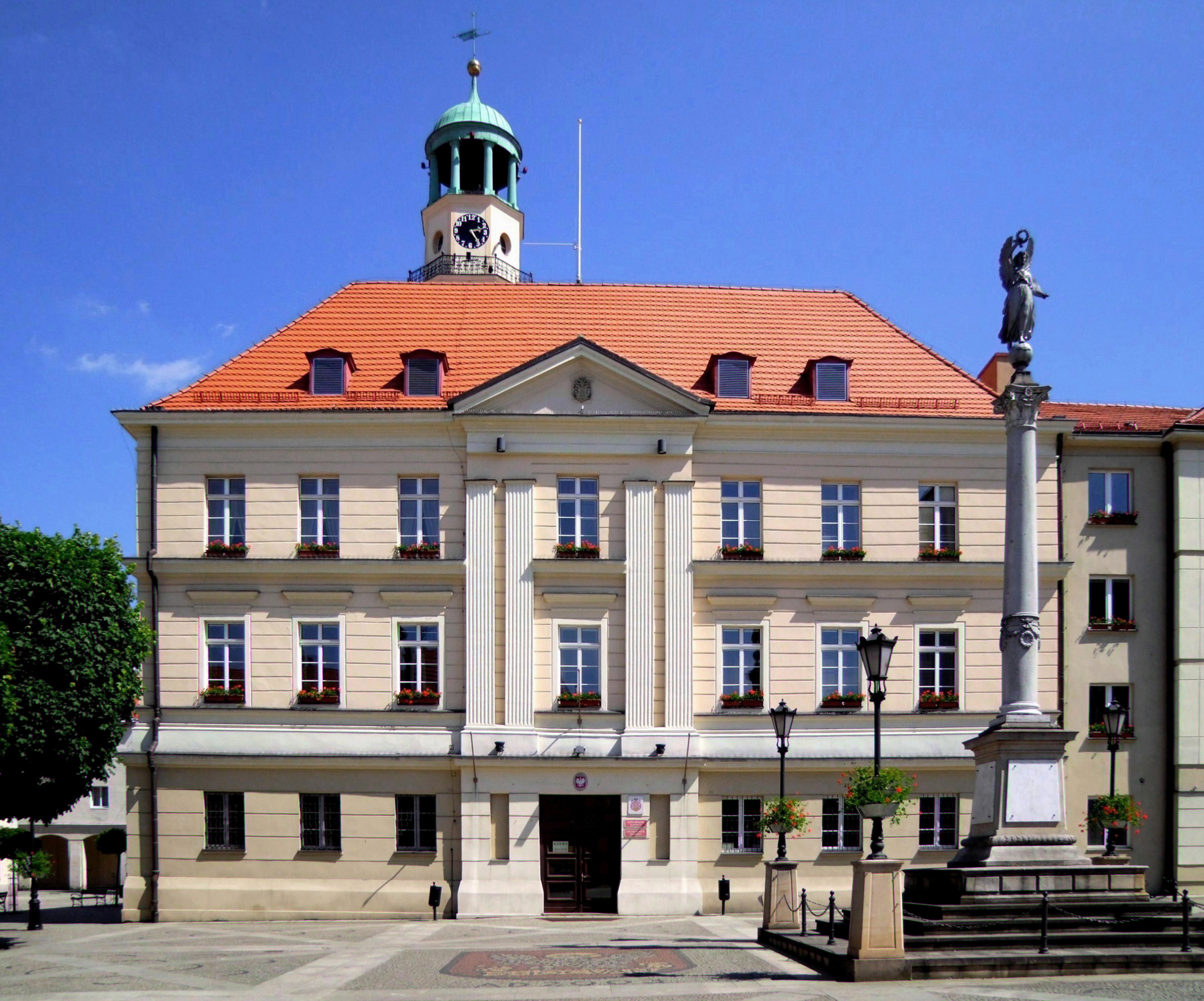
Ratusz i Kolumna Zwycięstwo od frontu
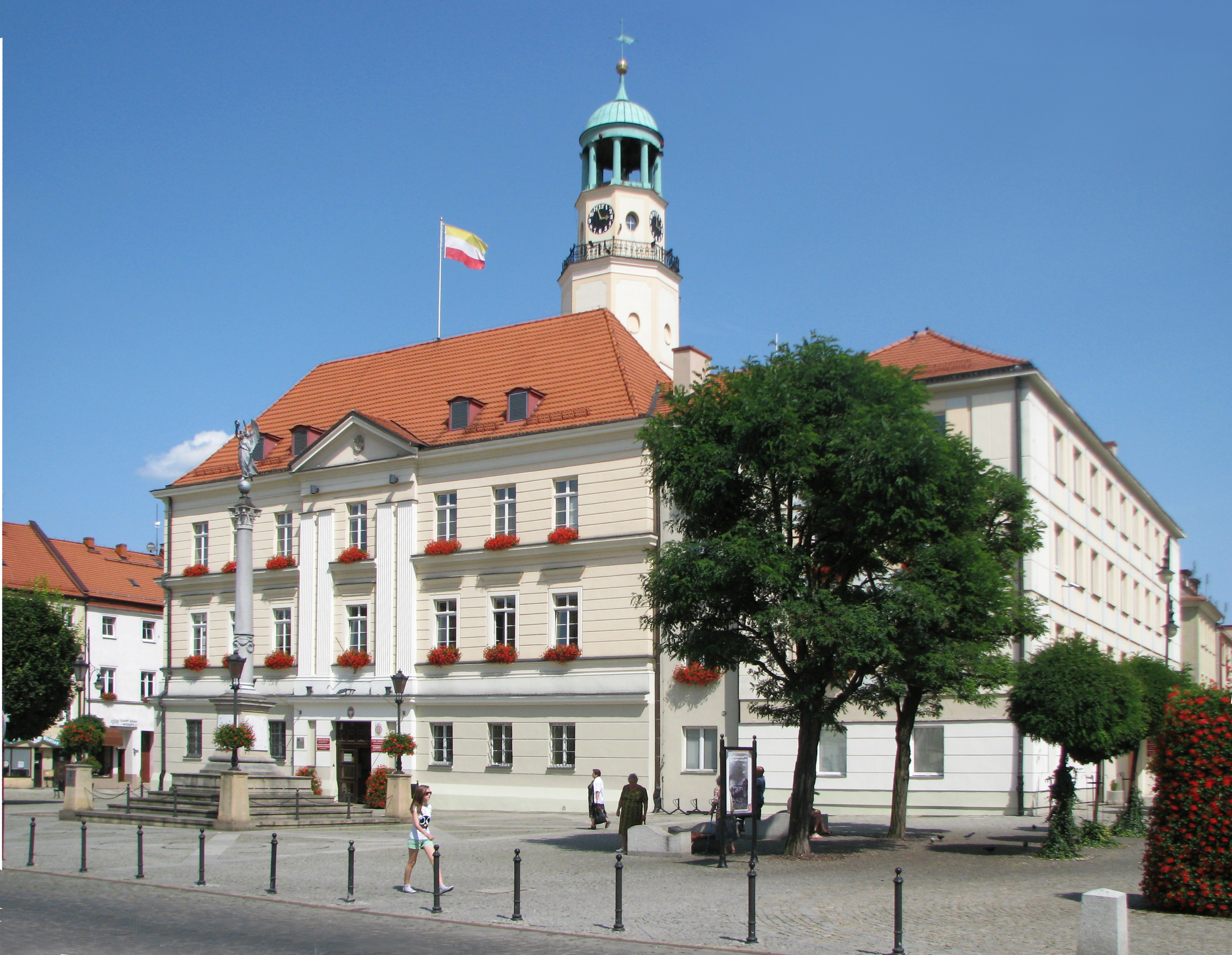
Ratusz i Kolumna Zwycięstwa od ul. Sejmowej
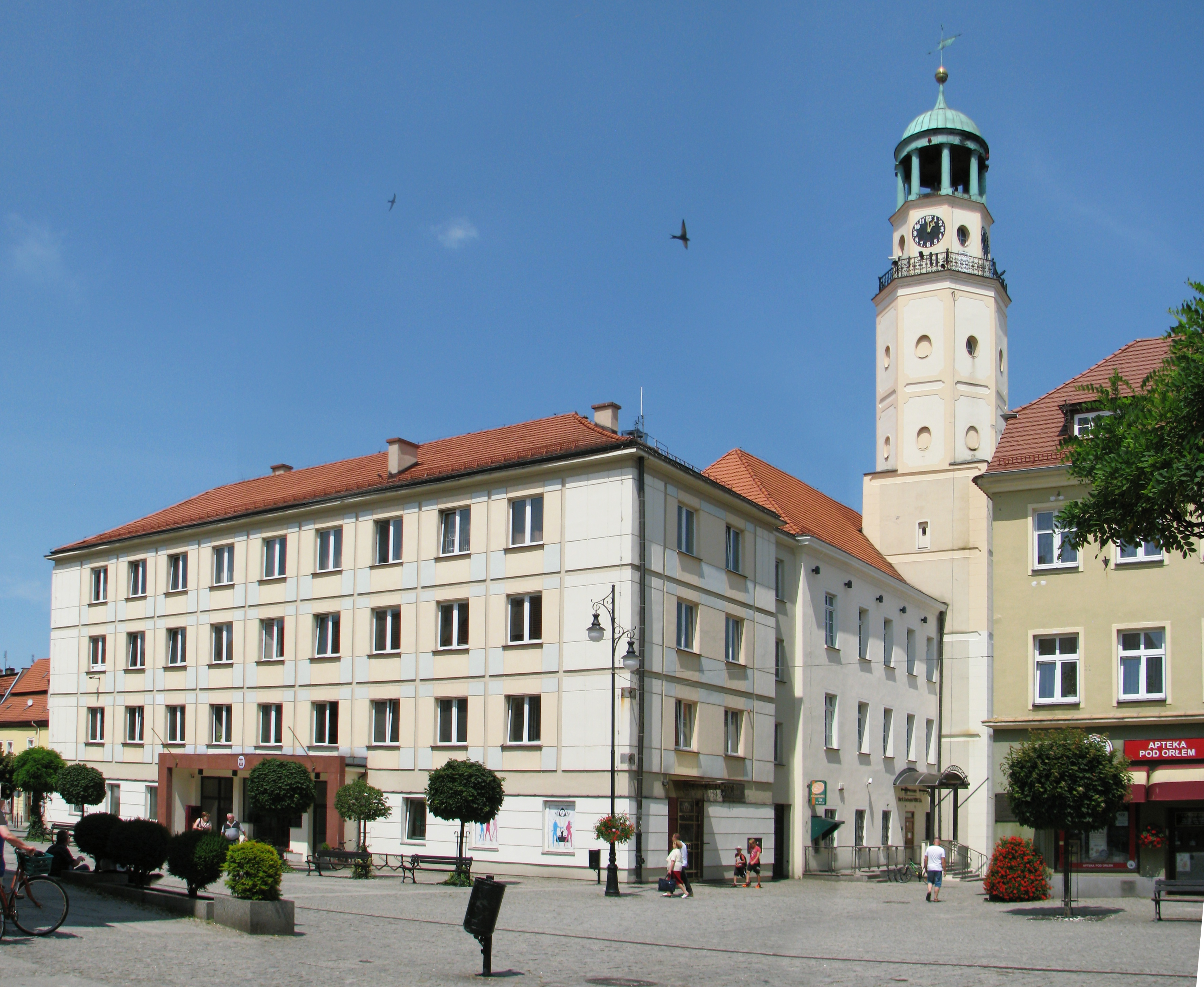
Budynek skrzydła południowego, w którym mieścił się hotel
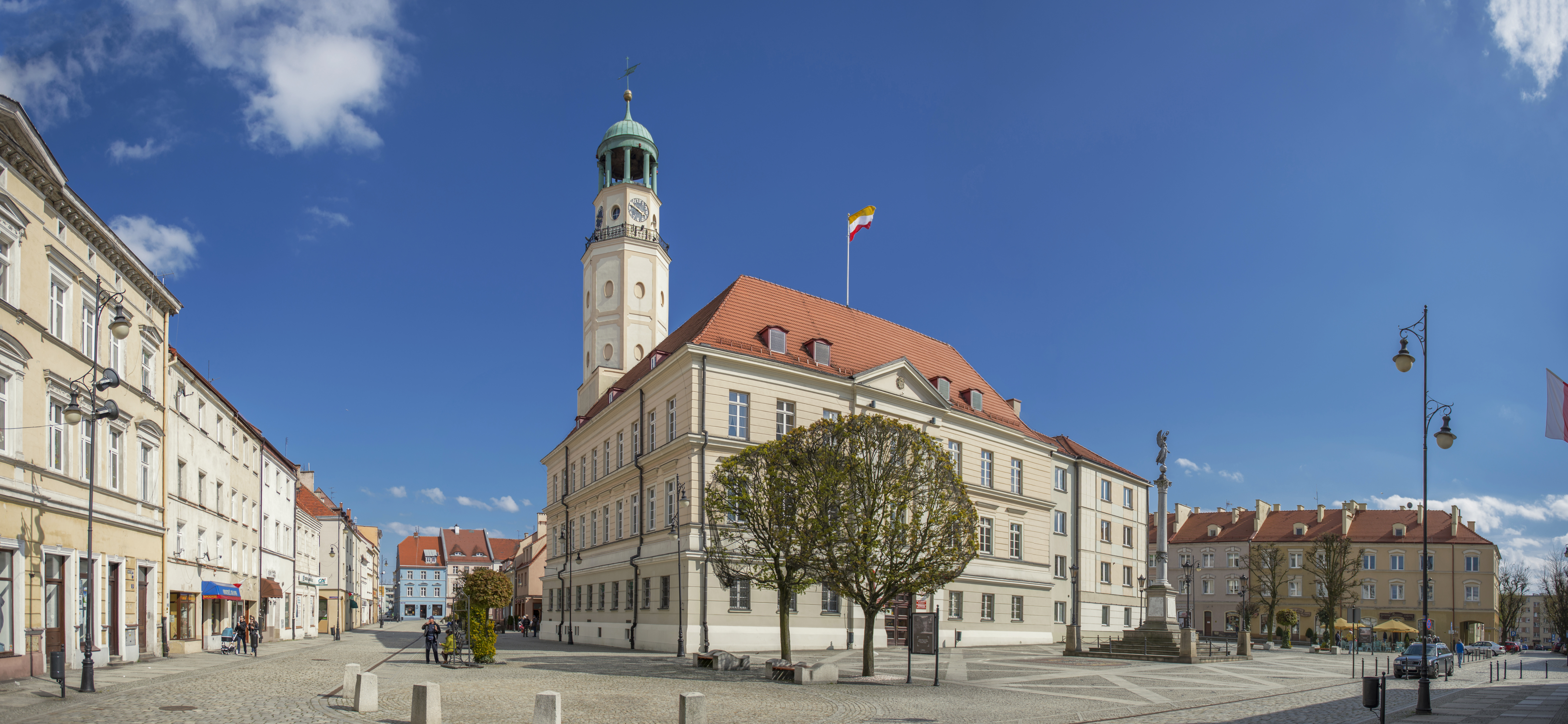
Ratusz od strony północno-zachodniej rynku
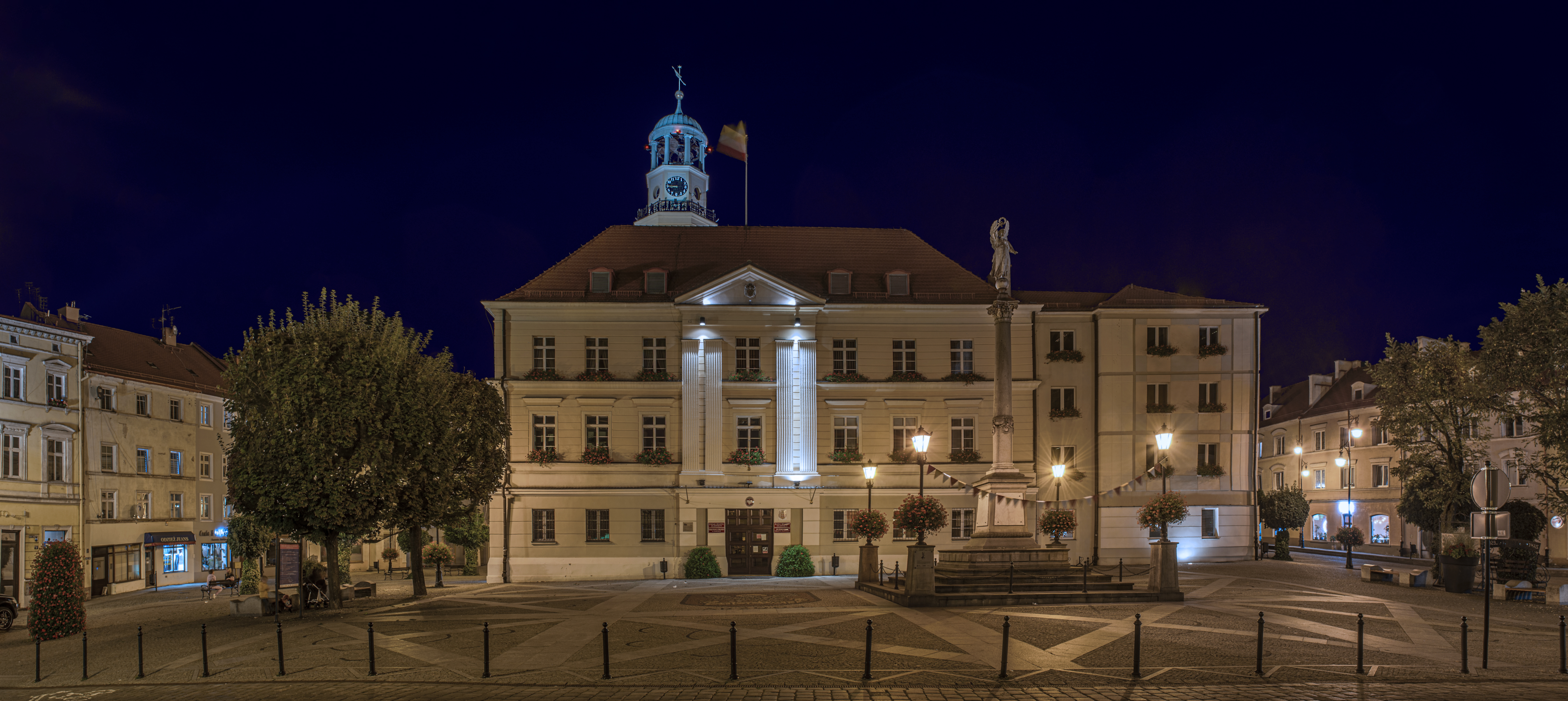
Ratusz nocą
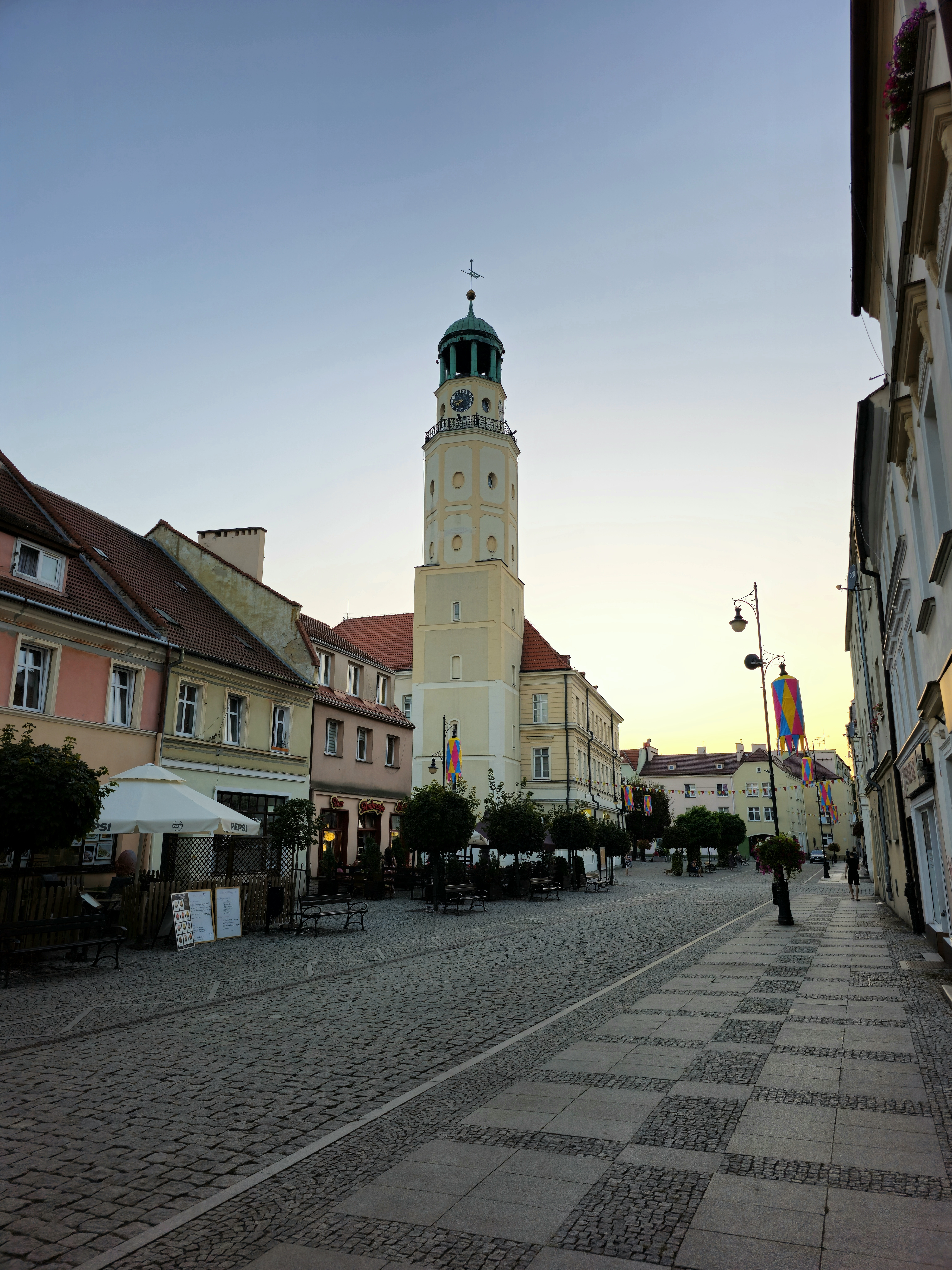
Wieża ratuszowa strony wschodniej rynku
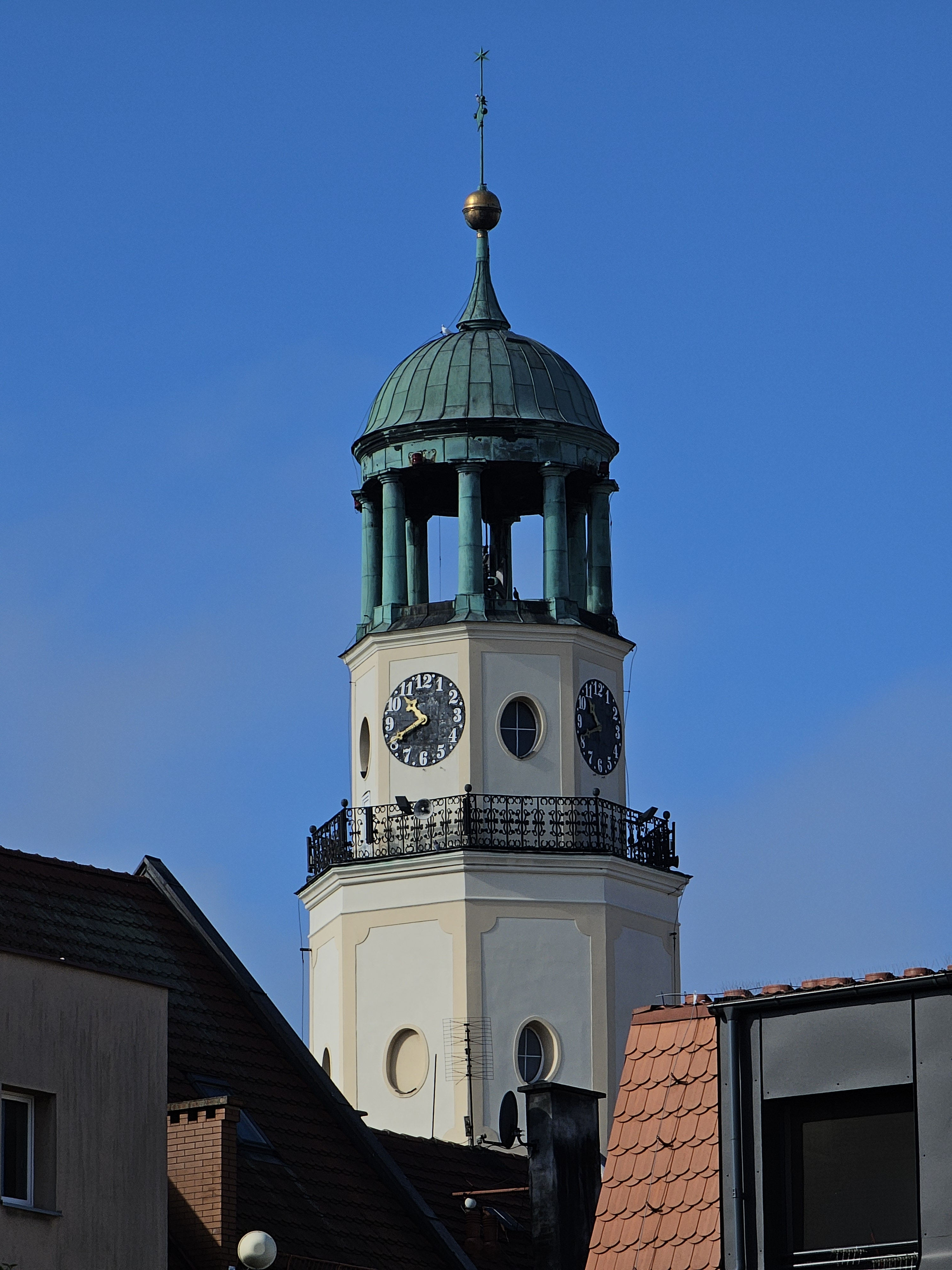
Hełm wieży ratuszowej
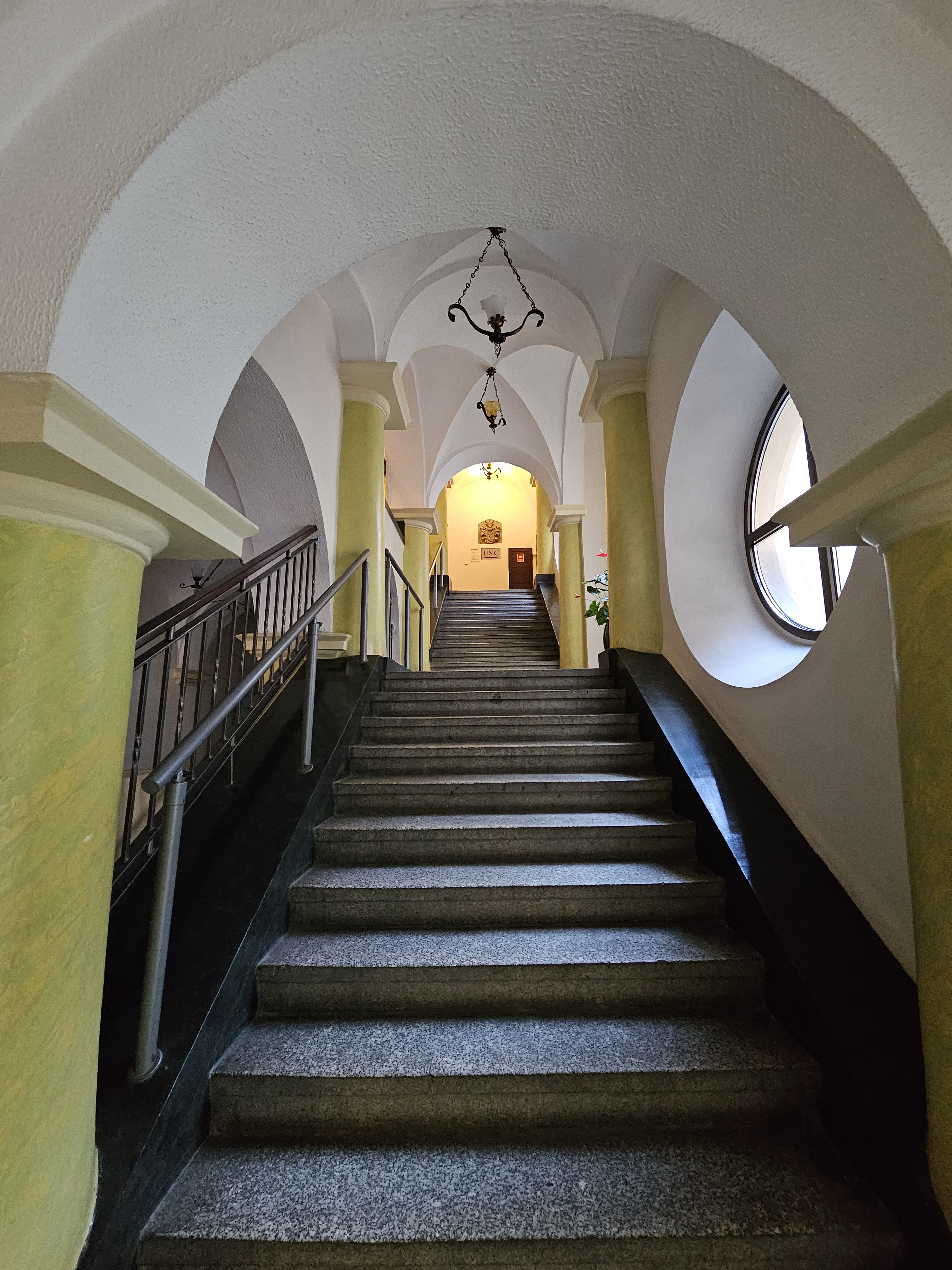
Schody z parteru na I piętro
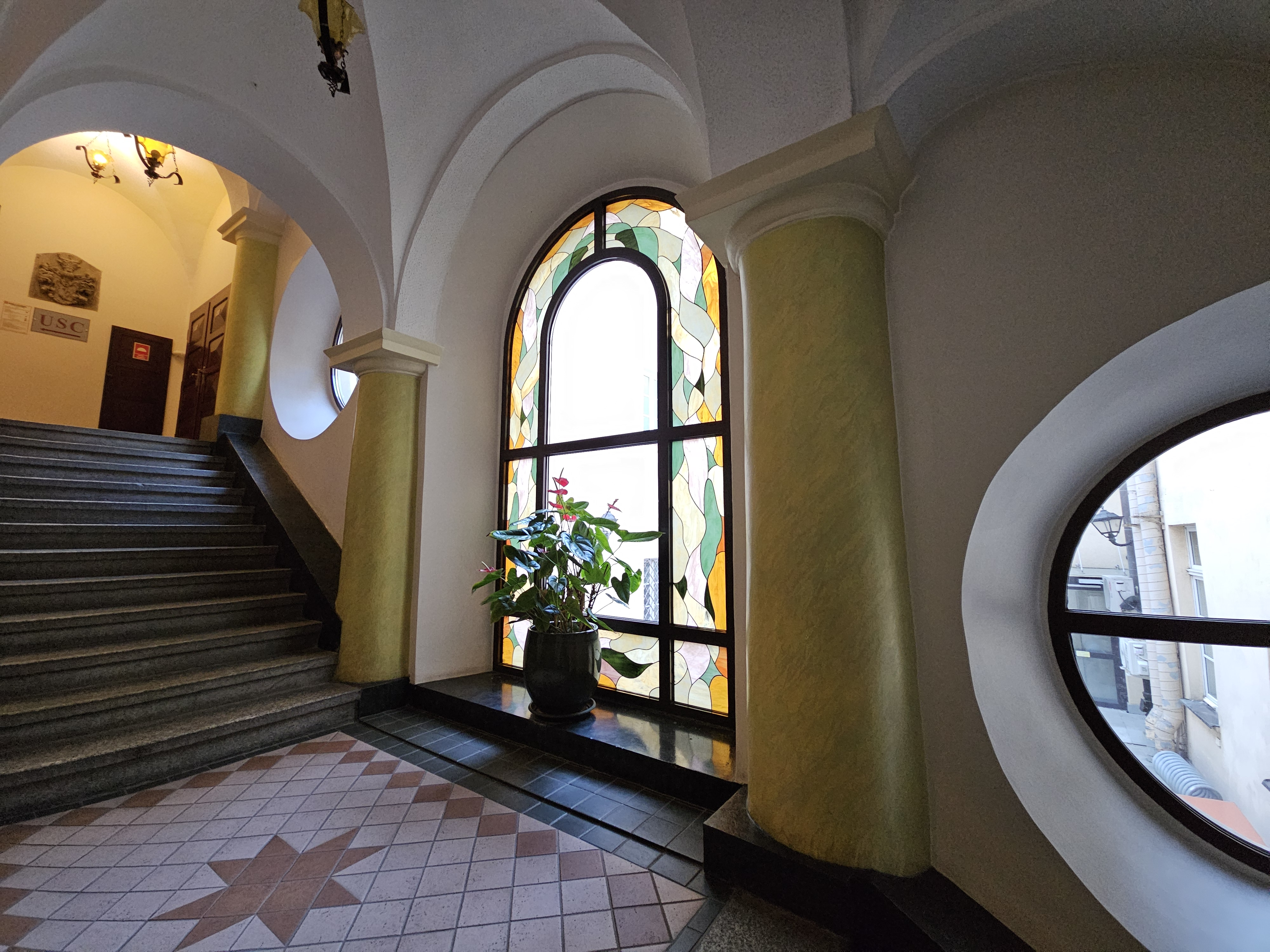
Schody z parteru na I piętro
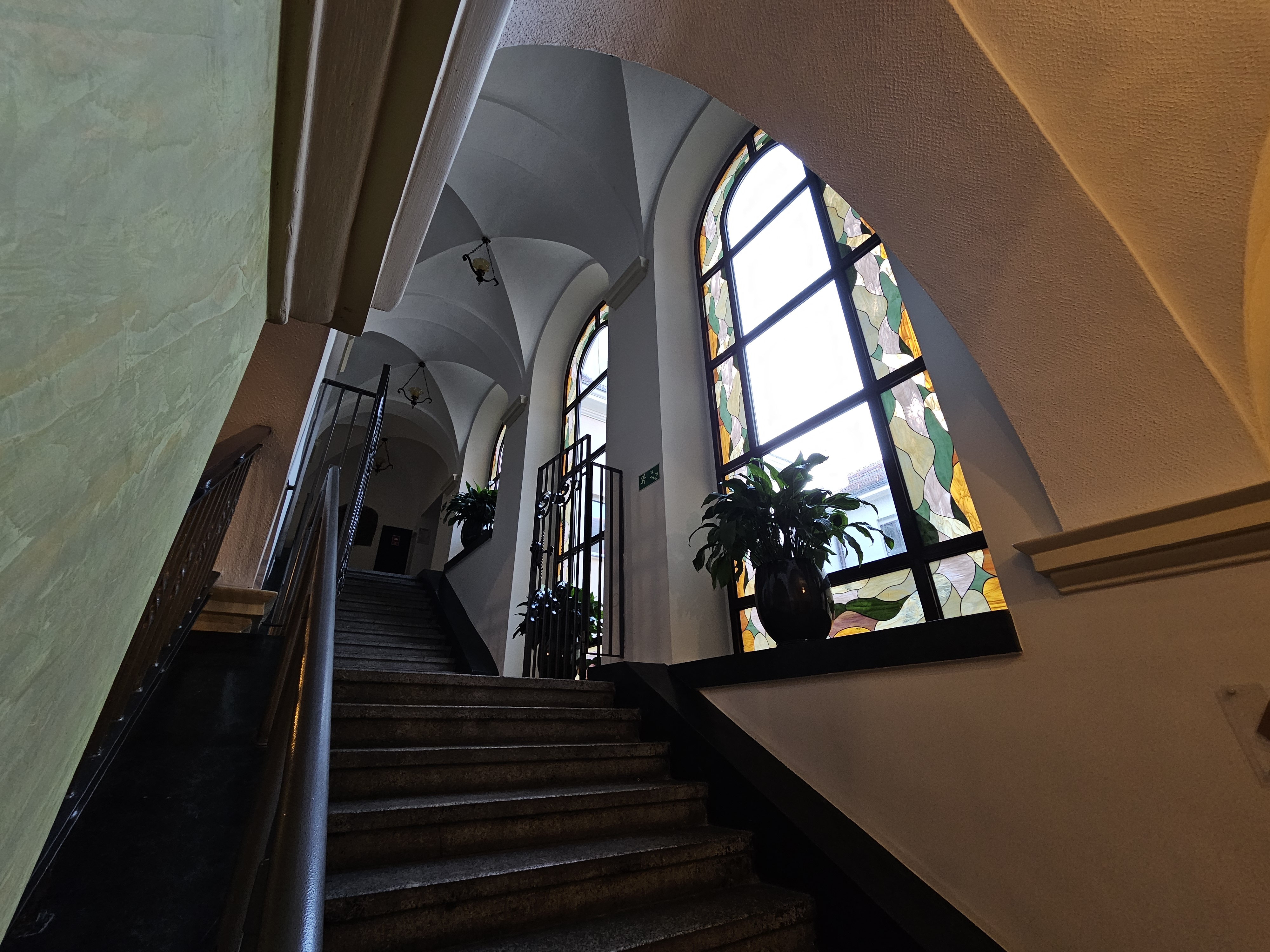
Schody z I pietra na II